# 地頭山古墳
地頭山古墳（じとうやまこふん）は、神奈川県厚木市船子に所在する古墳。古墳時代中期（5世紀）の相模地域では最大級に含まれる前方後円墳で、現状では墳丘直下に国道246号線のトンネル（覆道）が走るという特異な立地状況にある。

## 概要
神奈川県中部～西部に位置する厚木市から伊勢原市にかけての地域は、古墳時代後期（6世紀-7世紀）の古墳（円墳など）や横穴墓は多く存在するが、前方後円墳の存在が長く知られていなかった。
1977年（昭和52年）の国道246号線バイパス建設工事の際、伐採された丘の上に古墳のような塚があるのを、当時厚木市の文化財保護委員を務めていた男性が偶然発見し、市の教育委員会に通報した。市と神奈川県が踏査し、前方後円墳であることが判明した。
1978年（昭和53年）には、測量が行われ、全長約72メートル・後円部径約36メートル・同高約7メートル・前方部幅約24メートル・同高約4メートルの規模だとわかった。発掘調査が未実施のため、埋葬施設は不明で出土遺物もないが、5世紀前半から中頃に築造されたと推定されている。墳丘規模は神奈川県内では3～4位に位置づけられる大きさである。
この他の厚木市内の前方後円墳としては、伊勢原市に跨がるが、愛甲大塚古墳（石田車塚古墳）がある。

墳丘全景

## 船子洞門（地頭山洞門）
国道246号線バイパスの下り車線のみを覆う洞門（覆道）で、上り車線との間の中央分離帯に脚が立っている。その上部には地頭山古墳の前方部が乗っており、バイパス工事の際、古墳を切り崩さずに現状で保存するために設計された。史跡指定などがされていない埋蔵文化財を、発掘調査による記録保存（調査後、遺跡自体は原則破壊される）によらず、現状保存することに成功した工事例となっている。

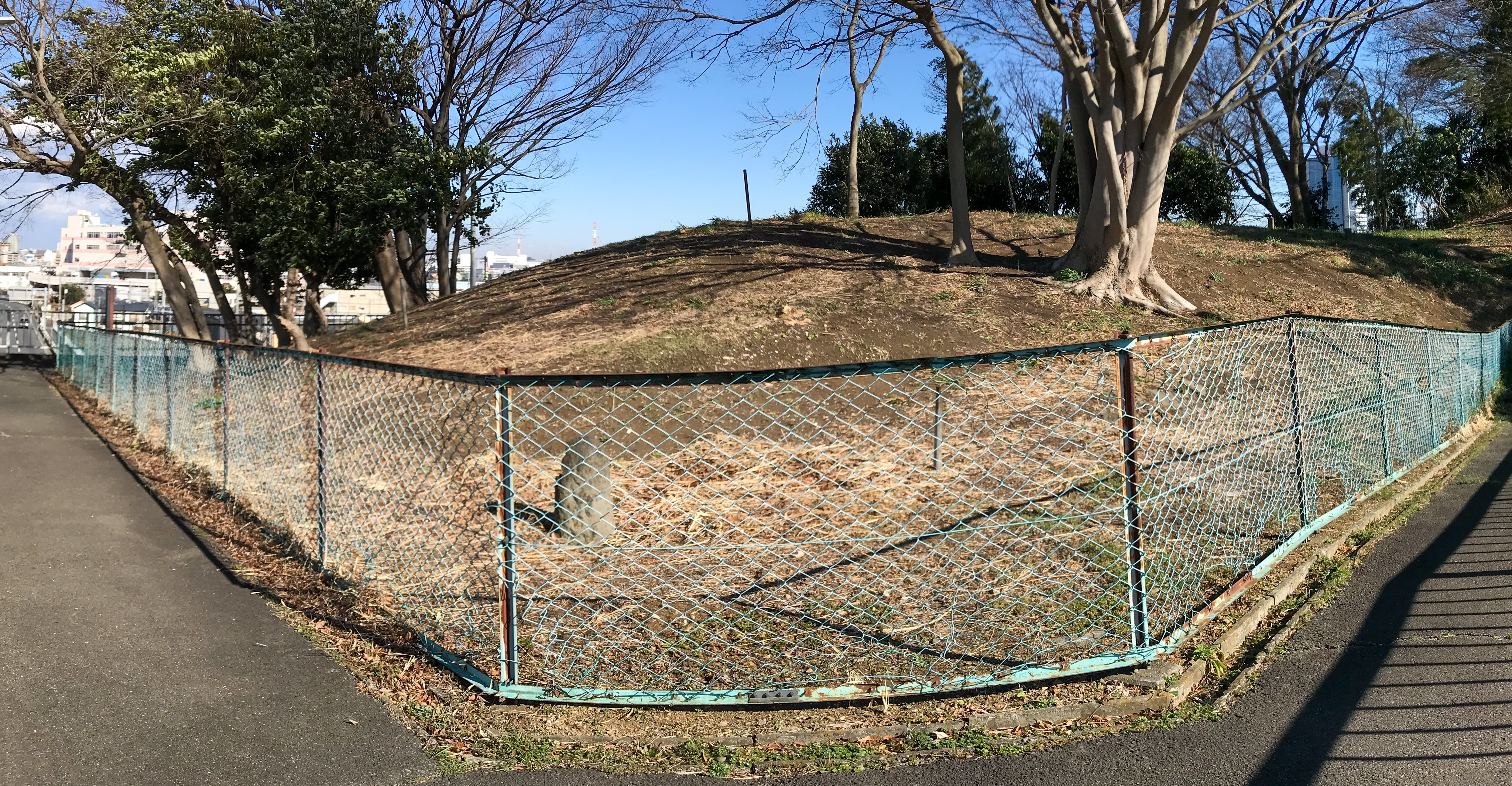
墳丘（前方部）

## 参考図書
- 望月, 幹夫「厚木にも前方後円墳があった!」『厚木市史たより 第22号』厚木市、2020年3月25日、1-4頁。 NCID AA12489118。